# Xã Indian Bayou, Quận Lonoke, Arkansas
Xã Indian Bayou (tiếng Anh: Indian Bayou Township) là một xã thuộc quận Lonoke, tiểu bang Arkansas, Hoa Kỳ. Năm 2010, dân số của xã này là 304 người.